# Mijane
Mijane (perski: ميانه) – miasto w północnym Iranie, w Azerbejdżanie Wschodnim. W 2006 roku miasto liczyło 87 385 mieszkańców w 22 728 rodzinach.

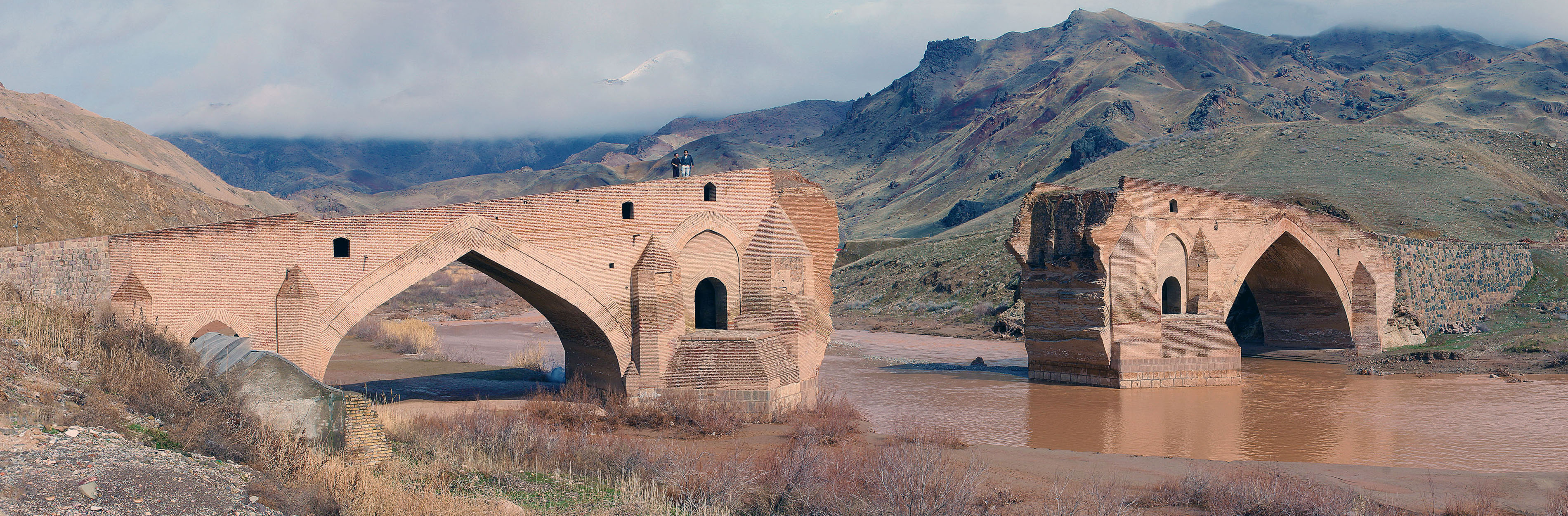
Most Dochtar